# نبردناو دانتون
نبردناو دانتون (به انگلیسی: French battleship Danton) یک زیردریایی بود که طول آن ۱۴۴٫۹ متر (۴۷۵ فوت ۵ اینچ) بود. این زیردریایی در سال ۱۹۰۹ ساخته شد.